# Comtat
Comtat Spanyolországban, Valencia Alicante tartományában található comarca. Comtat Hoya de Alcoy, Marina Alta, Marina Baixa, Safor és Vall d'Albaida comarcákkal határos. Lakosainak száma 28 337 fő (2024).

## Önkormányzatai
| Önkormányzat      | Lakosság | Terület | Népsűrűség |
| ----------------- | -------- | ------- | ---------- |
| Cocentaina        | 11.406   | 52,94   | 215,45     |
| Muro de Alcoy     | 9.167    | 30,24   | 303,14     |
| Beniarrés         | 1.208    | 20,21   | 59,77      |
| Benilloba         | 786      | 9,54    | 82,39      |
| Planes            | 753      | 38,87   | 19,37      |
| Lorcha            | 650      | 31,76   | 20,47      |
| Agres             | 574      | 25,84   | 22,21      |
| Alquería de Aznar | 522      | 1,08    | 483,33     |
| Gayanes           | 457      | 9,57    | 47,75      |
| Benimarfull       | 433      | 5,56    | 77,88      |
| Alfafara          | 406      | 19,78   | 20,53      |
| Gorga             | 275      | 9,11    | 30,19      |
| Millena           | 224      | 9,77    | 22,93      |
| Alcocer de Planes | 216      | 4,39    | 49,20      |
| Alcolecha         | 184      | 14,56   | 12,64      |
| Benasau           | 155      | 9,04    | 17,15      |
| Balones           | 163      | 11,24   | 11,83      |
| Almudaina         | 114      | 8,82    | 12,93      |
| Benimasot         | 111      | 9,51    | 11,67      |
| Cuatretondeta     | 111      | 16,70   | 6,65       |
| Facheca           | 103      | 10,17   | 10,13      |
| Benillup          | 101      | 3,38    | 29,88      |
| Famorca           | 52       | 9,72    | 5,35       |
| Tollos            | 52       | 15,97   | 3,26       |